# Miranda (fotbollsspelare)
João Miranda de Souza Filho, känd som bara Miranda, född 7 september 1984 i Paranavaí, Brasilien, är en brasiliansk före detta fotbollsspelare. 

## Klubbkarriär
Miranda avgjorde Copa del Rey-finalen 2013 mot Real Madrid, han gjorde 2–1 målet efter förlängning vilket blev slutresultatet också.

## Landslagskarriär
Den 22 augusti 2007 spelade han sin första match för det brasilianska landslaget mot Algeriet. 

## Meriter
São Paulo
- Série A: 2006, 2007, 2008
- Campeonato Paulista: 2021

Atlético Madrid
- La Liga: 2013/2014
- UEFA Europa League: 2011/2012
- Spanska cupen: 2012/2013
- Spanska supercupen: 2014
- UEFA Super Cup: 2012

Jiangsu Suning
- Chinese Super League: 2020

Brasilien
- Fifa Confederations Cup: 2009